# Belleneuve
Belleneuve é uma comuna francesa na região administrativa da Borgonha-Franco-Condado, no departamento de Côte-d'Or. Estende-se por uma área de 14,41 km². Em 2010 a comuna tinha 1 639 habitantes (densidade: 113,7 hab./km²).